# Mylène Farmer Stade de France
Mylène Farmer Stade de France è il quarto DVD live della cantante francese Mylène Farmer, registrato allo Stade de France e pubblicato il 12 aprile 2010.
Il DVD riprende lo spettacolo presentato dall'artista l'11 e il 12 settembre 2009 allo Stade de France davanti a 80.000 spettatori per ogni serata.
Il giorno prima dell'uscita lo spettacolo sarà progettato nelle principali sale cinematografiche di Francia, tra cui Le Grand Rex a Parigi.
Il dvd è già certificato dalla prima settimana di uscita video di diamante con ben 250 000 copie vendute e raggiungerà la prima posizione nella classifica dei dvd in Francia (n.1 per 8 settimane di seguito), Belgio, Svizzera e Russia.
Per la prima volta il dvd esce in contemporanea anche in Polonia (23 aprile 2010), Canada (4 maggio 2010), e Messico (10 agosto 2010).

## DVD 1: Le film
1. Avant la lumière
2. D'entre les morts
3. Paradis inanimé
4. L'Âme-Stram-Gram
5. Je m'ennuie
6. Appelle mon numéro
7. XXL
8. California
9. Pourvu qu'elles soient douces
10. Point de suture
11. Nous souviendrons nous
12. Rêver
13. Laisse le vent emporter tout
14. Ainsi soit je...
15. Interlude Avant que l'ombre...
16. Libertine
17. Sans contrefaçon
18. L'Instant X
19. Fuck them all
20. Dégénération
21. C'est dans l'air
22. Désenchantée
23. Generique

## DVD 2: Les bonus
1. Ecorchée Vive 11'20
2. Body Art 4'33
3. Le Rayon Vert 10'13
4. Derrière les fenêtres 14'18
5. L'esprit du pas 24'10
6. Ondes de choc 19'24
7. Time Laps 12'00

## DVD 3: Images exclusives indoor
1. À quoi je sers...
2. Je te rends ton amour
3. Final Indoor Si j'avais au moins...

## CD: Titres exclusives Stade de France
1. California 5'17
2. L'Instant X 4'54
3. Fuck Them All 4'56

## Supporti
- Doppio DVD edizione limitata
- Doppio Blue Ray edizione limitata
- Cofanetto edizione limitata 3 DVD + 1 CD + statuetta édition limitée numérotée 3 DVD + 1 CD + statuetta

## Andamento nella classifica dei dvd francese
| Posizione | 1 | 1 | 1 | 1 | 1 | 1 | 1 | 1 | 2 | 2 | 3 | 2 | 2 | 3 | 2 | 2 | 2 | 2 | 3 | 3 | 3 | 3 | 3 | 3 | 4 | 3 | 5 | 4 |